# Melbourne University Football Club
 (février 2024).
Si vous disposez d'ouvrages ou d'articles de référence ou si vous connaissez des sites web de qualité traitant du thème abordé ici, merci de compléter l'article en donnant les références utiles à sa vérifiabilité et en les liant à la section « Notes et références ».
Dernière mise à jour : 5 mai 2010.
Le Melbourne University Football Club, appelé simplement « University », est un ancien club de football australien évoluant dans la Victoria Football League (VFL devenu l’AFL plus tard) et basé à Melbourne dans l’État de Victoria. Le club n’a jamais remporté le championnat et ne s’est jamais qualifié pour la phase finale du championnat.
Créé en 1859, il prend part aux premières éditions de la Victoria Football League de 1908 à 1914. Le début de la Première Guerre mondiale marque le départ de nombreux joueurs pour la guerre. En raison d’une baisse de son effectif et des difficultés sportives, le club ne demande pas sa réintégration à la VFL en 1919 à la sortie de la guerre.